# Rojas Magallanes (estación)
Rojas Magallanes es una estación ferroviaria que forma parte de la red del Metro de Santiago de Chile. Se encuentra por viaducto entre las estaciones Vicente Valdés y Trinidad de la línea 4. La estación se ubica sobre la Avenida Vicuña Mackenna, en la comuna de La Florida. Fue inaugurada el 30 de noviembre de 2005.

## Características y entorno
En el entorno inmediato de la estación se encuentra el Colegio New Little College, una sede del Instituto Chileno-Británico de Cultura y distintos comercios, especialmente en los terrenos cercanos a la Avenida Vicuña Mackenna. La estación posee una afluencia diaria promedio de 6197  pasajeros.

### Accesos
| Acceso | Intersección                             |
| ------ | ---------------------------------------- |
| A      | Av. Vicuña Mackenna con Rojas Magallanes |

## Origen etimológico
Su nombre se debe a que la estación se ubica sobre la intersección vial de Avenida Vicuña Mackenna con la Avenida Rojas Magallanes. Esta calle recuerda al antiguo dueño del fundo "Florida", Victorino Rojas Magallanes, en cuyos terrenos se desarrolló el primer núcleo urbano de la comuna.

## Galería

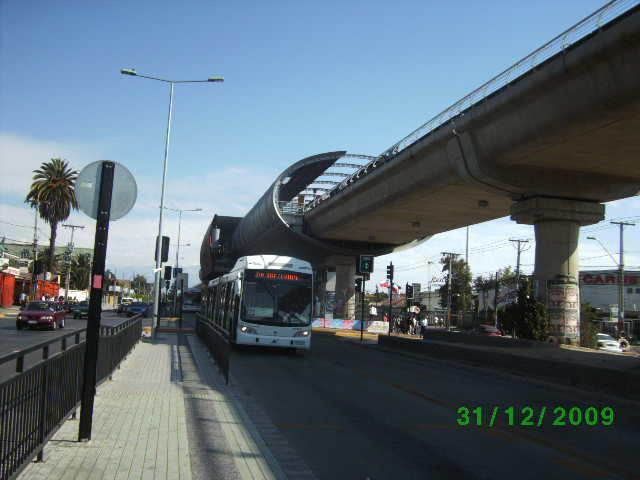
Vista exterior. (2009)
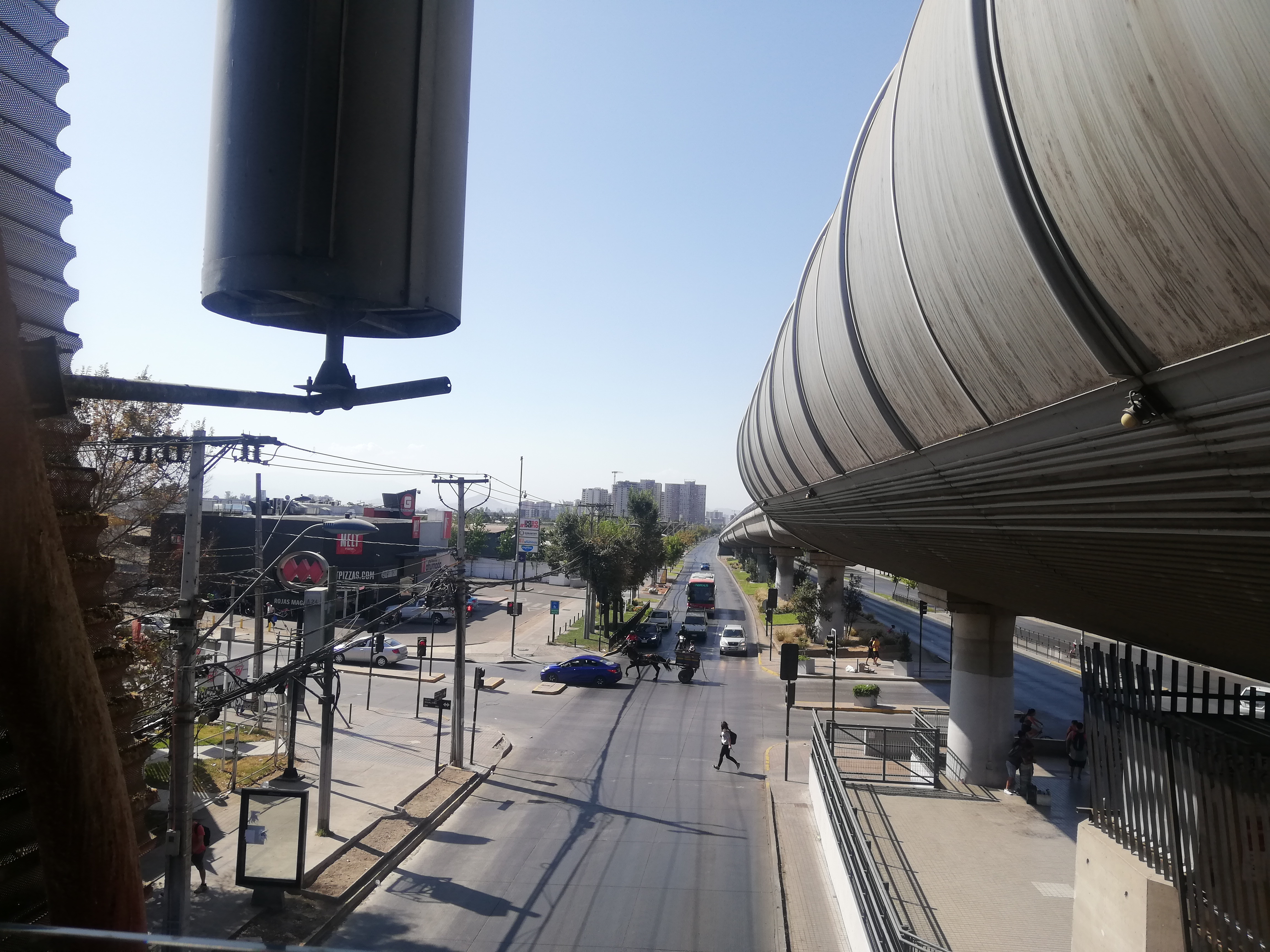
Vista sobre, la Avenida Vicuña Mackenna (2023)
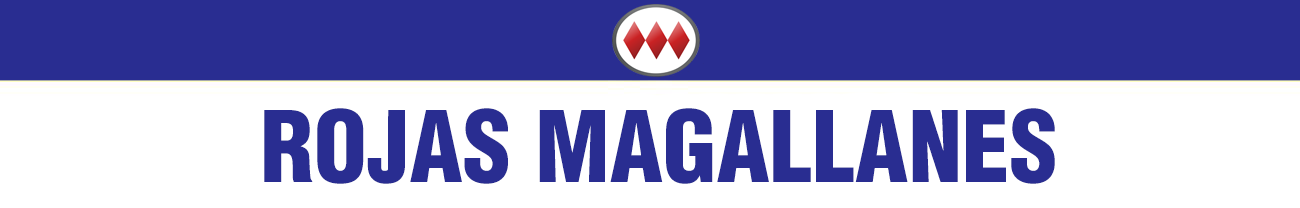
Cenefa utilizada actualmente en los andenes.

## Conexión con Red Metropolitana de Movilidad
La estación posee 6 paraderos de la Red Metropolitana de Movilidad en sus alrededores (sin la existencia del paradero 5), los cuales corresponden a:
| Paradero/ Código                                     | Recorridos                                                                                             |
| ---------------------------------------------------- | --- |
| Parada 1 / Metro Rojas Magallanes (PE129)            | 210 (Puente Alto) - 210v (Av. México) - 213e (Puente Alto) - F30n (Bajos de Mena)                      |
| Parada 2 / Metro Rojas Magallanes (PE148)            | 210 (Estación Central) - 210v (Estación Central) - 213e (Plaza Italia) - F30n (La Moneda)              |
| Parada 3 / Metro Rojas Magallanes (PE528)            | 323 (La Loma) - E07 (Rojas Magallanes)                                                                 |
| Parada 4 / Metro Rojas Magallanes (PE1274)           | 325 (Metro Irarrázaval) - E15c (Metro Bellavista de La Florida) - F25 (Metro Bellavista de La Florida) |
| Parada 6 / Metro Rojas Magallanes (PE562)            | 323 (Metro Bellavista de La Florida) - E07 (Metro Bellavista de La Florida)                            |
| Av. Vicuña Mackenna esq. / Rojas Magallanes (PE1275) | 325 (Gabriela) - E15c (Gabriela)                                                                       |